# Lovage
Lovage, är ett amerikanskt musikprojekt på initiativ av Dan the Automator, på skivan försedd med ett av hans alias, "Nathaniel Merriwether". Lovage består av Dan the Automator samt sångarna Mike Patton och Jennifer Charles. Kid Koala bidrog med mixar och samplingar och var även med på Lovages turné i USA. Då medlemmarna har andra band och projekt har det hittills bara blivit ett album, "Music To Make Love To Your Old Lady By" (2001), men i en intervju med Patton på MTV avslöjade han att ett nytt album är under produktion och att det borde vara ute i affärerna i slutet av 2006.

## Medlemmar
- Dan the Automator (f. Daniel M. Nakamura 29 augusti 1966 i San Francisco, Kalifornien) – synthesizer, sampler, trummaskin
- Mike Patton (f. Michael Allan Patton 27 januari 1968 i Eureka, Kalifornien) – sång, keyboard, sampler, melodica
- Jennifer Charles (f. 15 november 1968 i Washington, D.C.) – sång, gitarr, keyboard
- Kid Koala (f. Eric San 1974 i Kanada) – sång, turntable

## Diskografi
Studioalbum
- 2001 – Music to Make Love to Your Old Lady By
- 2001 – Music to Make Love to Your Old Lady By (Instrumental Version)

EP
- 2001 – Lovage EP
- 2001 – Lovage...the Companion CD